# معتز المهدی
معتز المهدی (عربی: معتز المهدي؛ زادهٔ ۹ اوت ۱۹۹۰) بازیکن فوتبال اهل لیبی است.
وی همچنین در تیم ملی فوتبال لیبی بازی کرده‌است.